# Ben Nsafoah
Ben Nsafoah (ur. 17 kwietnia 1982) – ghańsko-niemiecki bokser wagi junior ciężkiej.

## Kariera zawodowa
Nsafoah urodził się 17 kwietnia 1982 w Ghanie. Swoją pierwszą profesjonalną walkę Nsafoah stoczył 12 stycznia 2008 remisując w Niemczech z Andreasem Robertem. W następnych 7. pojedynkach Nsafoah 5. razy zwyciężył, raz zremisował i raz przegrał. 9 maja 2009 rywalem ghańskiego boksera był Polak Tomasz Hutkowski. Polak zwyciężył jednogłośnie na punkty broniąc młodzieżowe mistrzostwo świata WBC w kategorii junior ciężkiej.
5 września 2009 Nsafoah został mistrzem Niemiec w kategorii junior ciężkiej pokonując Saschę Faelbera przez nokaut w 6. starciu. W 1. obronie pasa Nsafoah zmierzył się z innym naturalizowanym Niemcem Princem Anthonym Ikeji. Nsafoah zwyciężył przez dyskwalifikację w 2. rundzie broniąc pas.
22 października 2011 Nsafoah zmierzył się z niepokonanym Niemcem Bjoernem Blaschke, a stawką walki był tytuł WBFed Intercontinental w kategorii junior ciężkiej. Pochodzący z Ghany bokser zwyciężył jednogłośnie na punkty zdobywając pas. 2 czerwca 2012 Nsafoah zmierzył się z Polakiem Krzysztofem Zimnochem. Nsafoah przegrał jednogłośnie na punkty po 6. rundach. 29 czerwca 2013 Nsafoah zmierzył się z Belgiem Ismailem Abdoulem. Nsafoah przegrał jednogłośnie na punkty po 12. rundach tracąc pas WBFed Intercontinental w kategorii junior ciężkiej.
26 kwietnia 2014 w Oberhausen został znokautowany w trzeciej rundzie w ośmiorundowym pojedynku przez Ukraińca Ołeksandra Usyka (2-0-0, 2 KO). 27 września tego samego roku  Nsafoah zmierzył się z Polakiem Mateuszem Masternakiem. Nsafoah został poddany po czwartej rundzie przez swój zespół.